# Cseh Antal
Cseh Antal (Makó, 1978. június 7. –) magyar operaénekes (basszbariton).

## Életpályája
2000–2005 között a Szegedi Tudományegyetem Zeneművészeti Főiskolai Karának magánénekesi szakán tanult, ahol Andrejcsik István tanítványa volt. 2004–2006 között végezte el a Liszt Ferenc Zeneművészeti Egyetem operaénekesi szakát, ahol Andor Éva és Kovalik Balázs tanították. 2006 óta a Szegedi Nemzeti Színház énekese.
Énekel többek közt a Magyar Állami Operaházban, a Pécsi Nemzeti Színházban, a Csokonai Nemzeti Színházban és a Miskolci Nemzeti Színházban.

## Színházi szerepei
A Színházi Adattárban regisztrált bemutatóinak száma: 82.
| - Kodály Zoltán: Székelyfonó....Kérő - Donizetti: Don Pasquale....Don Pasquale - Rossini: Se villa, se borbély....Basilio - Puccini: Pillangókisasszony....Császári biztos; Sharpless konzul - Verdi: A végzet hatalma....Alcade; Felcser - Maeterlinck: Pelléas és Mélisande....Szolgáló - Mozart: A varázsfuvola....II. Őr - Haym: Julius Caesar Egyiptomban....Achillas - Bizet: Carmen....Escamillo; Morales - Mozart: Figaro házassága....Figaro - Vántus István: Aranykoporsó....Tages - Rossini: Hamupipőke....Don Magnifico - Mozart: Don Giovanni....Masetto; Don Giovanni; Leporello - Giordano: André Chénier....Roucher; Matthieu - Verdi: A trubadúr....Ferrando - Nicolai: A Windsori víg nők....Reich úr - Smetana: Az eladott menyasszony....Kecal - Ullmann: Atlantisz császára, avagy a Halál nemet mond....A halál - Kodály Zoltán: Háry János....Háry János - Verdi: Otello....Montano - Donizetti: Lammermoori Lucia....Raimondo Bidebent - Puccini: Turandot....Ping - Erkel Ferenc: Bánk bán....Biberach - Strauss: Egy éj Velencében....Bertolomeo Delacqua - Rossini: A sevillai borbély....Figaro - Sullivan: Kalózkaland....Kalózkirály - Offenbach: Kékszakáll....Oscar gróf - Puccini: Bohémélet....Schaunard - Alagna: Egy halálraítélt utolsó napja....Le Geôlier, Börtönőr; L'Aumônier, Barát - Verdi: Aida....Ramphis - Mozart: Così fan tutte (Mind így csinálják)....Guglielmo - Rossini: Ory grófja....Raimbaud - Muszorgszkij: Borisz Godunov....Varlaam | - Prokofjev: A tüzes angyal....Inkvizítor - Verdi: Traviata....Giorgio Germont - Mascagni: Parasztbecsület....Alfio - Csajkovszkij: Anyegin....Anyegin - Ránki György: Pomádé király új ruhája....Pomádé király - Pergolesi: Livietta e Tracollo....Tracollo - Zandonai: Francesca da Rimini....Komédiás - Verdi: Falstaff....Sir John Falstaff - Schönberg: A nyomorultak....Javert felügyelő - Gounod: Rómeó és Júlia....Mercutio - Verdi: Nabucco....Nabucco - Verdi: Rigoletto....Monterone - Verdi: Simon Boccanegra....Paolo Albiani - Rossini: Bruschino úr....Bruschino - Offenbach: Hoffmann meséi....Hermann; Schlemil - Donizetti: Farsangi kalamajka, avagy A torkos csütörtök....Zsigmond - Puccini: Tosca....Scarpia, Angelotti - Donizetti: Szerelmi bájital....Dulcamara - Mátyássy Szabolcs: A csalogány és a rózsa.... - Faragó Béla: Egy pohár víz....Maszkáni Péter - Wolf-Ferrari: Sly....John Plake - Wagner: A bolygó hollandi....A hollandi - Mozart: Varázsfuvolácska....Sarastro - Gounod: Faust....Mefisztó - Verdi: Ernani....Don Ruy Gomez de Silva - Donizetti: Bolondokháza....Blinval ezredes |

## Díjai
- az Országos Bordaléneklési Versenyen első díja (2001)
- Gyurkovics Mária Énekverseny különdíja (2003)
- a VI. Nikola Cvejics Nemzetközi Énekverseny nagydíja (2003)
- a IV. Országos Simándy József Énekverseny első díja (2004)
- az I. Országos Erkel Ferenc Énekversenyen második díja (2004)
- Dömötör-díj (2007, 2009, 2017)
- Neményi Lili Vándorserleg (2008)
- Vaszy Viktor-díj (2011, 2017)[2]
- Szeged Kultúrájáért díj (2021)